# Polybutadien

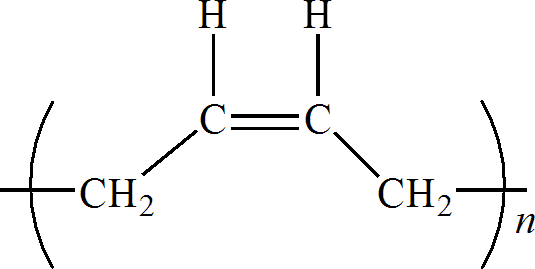
Polybutadien, zde konkrétně cis izomer

Polybutadien (BR) je umělý kaučuk, který vzniká polymerací monomeru 1,3-butadienu. Polybutadien má vysokou odolnost proti opotřebení. Používá se při výrobě pneumatik a také ke zlepšení odolnosti proti nárazu u plastů (například polystyren a akrylonitrilbutadienstyren). Polybutadien se používá i při výrobě golfových míčků, elastických předmětů a k potahování nebo zapouzdření elektronických sestav, jež nabízejí vysoký elektrický odpor. Přidává se také do různých směsových pryskyřic.
V roce 2012 tvořil polybutadien přibližně jednu čtvrtinu celosvětové spotřeby syntetických kaučuků. Vedle styren-butadienového kaučuku je to nejpoužívanější umělý kaučuk vůbec.

## Historie
Butadien byl poprvé polymerizován v roce 1910. Povedlo se to ruskému chemiku Sergeji Vasiljeviči Lebeděvovi. V roce 1926 vynalezl proces výroby butadienu z ethanolu a o dva roky později vyvinul metodu výroby polybutadienu pomocí sodíku - katalyzátoru.
V roce 1930 byl postaven první pilotní závod na použití polybutadienu jako alternativy k přírodnímu kaučuku s použitím etanolu vyrobeného z brambor, protože právě o to usilovala vláda Sovětského svazu. Tento experiment se setkal s úspěchem a v roce 1936 byla postavena první polybutadienová továrna, kde byl polybutadien získáván z ropy. Do roku 1940 byl Sovětský svaz největším výrobcem polybutadienu na světě. V návaznosti na Lebeděvovi vynálezy vyvinuly i další státy polybutadien jako alternativu k přírodnímu kaučuku.
V padesátých letech dvacátého století došlo k pokroku v oblasti katalyzátorů, což vedlo k lepším verzím polybutadienu. Do ropné krize v roce 1973 bylo trendem petrochemických společností a výrobců pneumatik stavění polybutadienových továren po celém světě. Expanze továren na několik let skoro ustala. Od té doby je tento trend spíše skromný a je zaměřen hlavně směrem na dálnou východní oblast (Jižní Korea, Čína).
Společnost Bayer reprodukovala Lebeděvovy procesy se sodíkem jako katalyzátorem. Název Buna rubber (buna kaučuk) je odvozený od butadien Bu a sodík Na. Tento termín je používán k popisu této generace polybutadienového kaučuku s katalyzátorem sodíkem. Během výroby zjistili, že při přidání styrenu dochází k lepším vlastnostem polybutadienu a tím vynalezli styren-butadien (jinak také Buna-S).
Po druhé světové válce výroba syntetického kaučuku klesala z důvodu poklesu poptávky. Zájem ovšem ale opět stoupl po roce 1950, kdy byly objeveny Zieglerrovy-Nattovy katalyzátory. Metoda s těmito katalyzátory se prokázala jako mnohem lepší pro výrobu pneumatik než metoda se sodíkem.
Mezi prvními výrobci v komerčním měřítku byly například výrobci pneumatik jako Goodyear Tire and Rubber Company nebo také ropná společnost Shell.
Na počátku roku 2000 byla výroba syntetického kaučuku opět v krizi, protože největší výrobce polybutadieunu, Bayer, prošel restrukturalizací z důvodu finančních ztrát. Došlo k uzavření několika závodů v Sarnii a Marl. Výroba byla přesunuta do Francie a USA. Výroba syntetického kaučuku byla přesunuta z firmy Bayer na společnost Lanxess.

## Polymerace butadienu
1,3-Butadien je organická sloučenina, jejímž spojením je vytváří polybutadien. Butadien je schopný polymerizovat třemi způsoby: cis, trans, vinyl.
Polybutadien má obvykle (jako ostatní polymery) vysokou molární hmotnost, neboť jedna molekula polybutadienu se skládá i z více než 2000 jednotek butadienu. Tyto jednotky se v reaktoru řadí za sebe, a to za přítomnosti katalyzátoru (komplexy obsahující neodym, nikl či kobalt, nebo např. butyllithium). Reakce je silně exotermická (uvolňuje se při ní energie) a hrozí při ní riziko výbuchu.
Použitý katalyzátor při výrobě dokáže významně ovlivnit typ polybutadienového produktu.
| Katalyzátor | Molární podíl (%) | Molární podíl (%) | Molární podíl (%) |
| ----------- | ----------------- | ----------------- | ----------------- |
| Katalyzátor | cis               | trans             | vinyl             |
| Neodym      | 98                | 1                 | 1                 |
| Kobalt      | 96                | 2                 | 2                 |
| Nikl        | 96                | 3                 | 1                 |
| Titan       | 93                | 3                 | 4                 |
| Lithium     | 10-30             | 20-60             | 10-70             |

### Vysokýcispolybutadien[9]
- vysoký podíl cis (více než 92 %)
- malý podíl vinyl (méně než 4 %)

### Nízkýcispolybutadien[10]
- obvykle obsahuje 36 % cis; 59 % trans; 10 % vinyl
- polybutadien s nízkým obsahem cis se obvykle používá při výrobě pneumatik

### Vysokývinylpolybutadien[11]
- vysoký podíl vinyl (více než 70 %)
- lze výhodně použít s polybutadienem s vysokým obsahem cis v pneumatikách

### Vysokýtranspolybutadien
- vysoký podíl trans (více něž 90 %)
- výroba pomocí katalyzátorů s vysokým obsahem cis
- dříve používán pro vnější vrstvu golfových míčků, dnes už jen průmyslově

## Výroba
Roční produkce polybutadienu v roce 2003 byla 2 miliony tun, což z něj činí jeden z nejčastěji vyráběných syntetických kaučuků. K výrobě různých druhů kaučuku se nyní používá jedna rostlina, dříve tomu bylo jinak, protože výrobní procesy kaučuků bývaly odlišné. Polybutadienový kaučuk se používá samostatně velmi málo. Často se spíše mísí s ostatními kaučuky.

## Použití

### Pneumatiky
Polybutadien je z velké části používán v různých částech výroby automobilových pneumatik. Výroba pneumatika spotřebovává zhruba 70 % celkové produkce polybutadienu (především s vysokým cis). Polybutadien se používá hlavně v bočnicích pneumatik pro nákladní automobily, což zlepšuje výdrž pneumatik.

### Plasty
Zhruba 25 % vyrobeného polybutadienu se zpracovává do výroby plastů. Polybutadien zlepšuje mechanické vlastnosti plastů (odolnost nárazu). Například při přidání polybutadienu do výroby polystyrenu se polystyren mění z křehkého a jemného materiálu na tvárný a odolný. Kvalita procesu je zde důležitější než při výrobě pneumatik, například kvůli tomu, že plasty jsou používány v potravinářském průmyslu a musí tedy splňovat různé zdravotní požadavky.

### Golfové míčky
Většina míčků je vyrobena z elastického jádra z polybutadienu, které je obklopeno vrstvou tvrdšího materiálu. Polybutadien je v této výrobě upřednostňován díky své vysoké odolnosti. Polybutadien spotřebovaný na výrobu golfových míčků činí asi 20 000 tun ročně.